# Церауксте
Церауксте (латыш. Ceraukste) — населённый пункт в Бауском крае Латвии. Административный центр Цераукстской волости. Находится у автодороги A7 (E67). Расстояние до города Бауска составляет около 9 км. По данным на 2015 год, в населённом пункте проживало 411 человек.

## История
В советское время населённый пункт был центром Цераукстского сельсовета Бауского района.